# Labastide-Saint-Sernin
 Labastide-Saint-Sernin  es una población y comuna francesa, en la región de Mediodía-Pirineos, departamento de Alto Garona, en el distrito de Toulouse y cantón de Fronton.

## Demografía
| 181 | 380 | 603 | 980 | 1208 | 1329 |
| Para los censos de 1962 a 1999 la población legal corresponde a la población sin duplicidades (Fuente: INSEE [Consultar]) |     |     |     |      |      |

## Monumentos

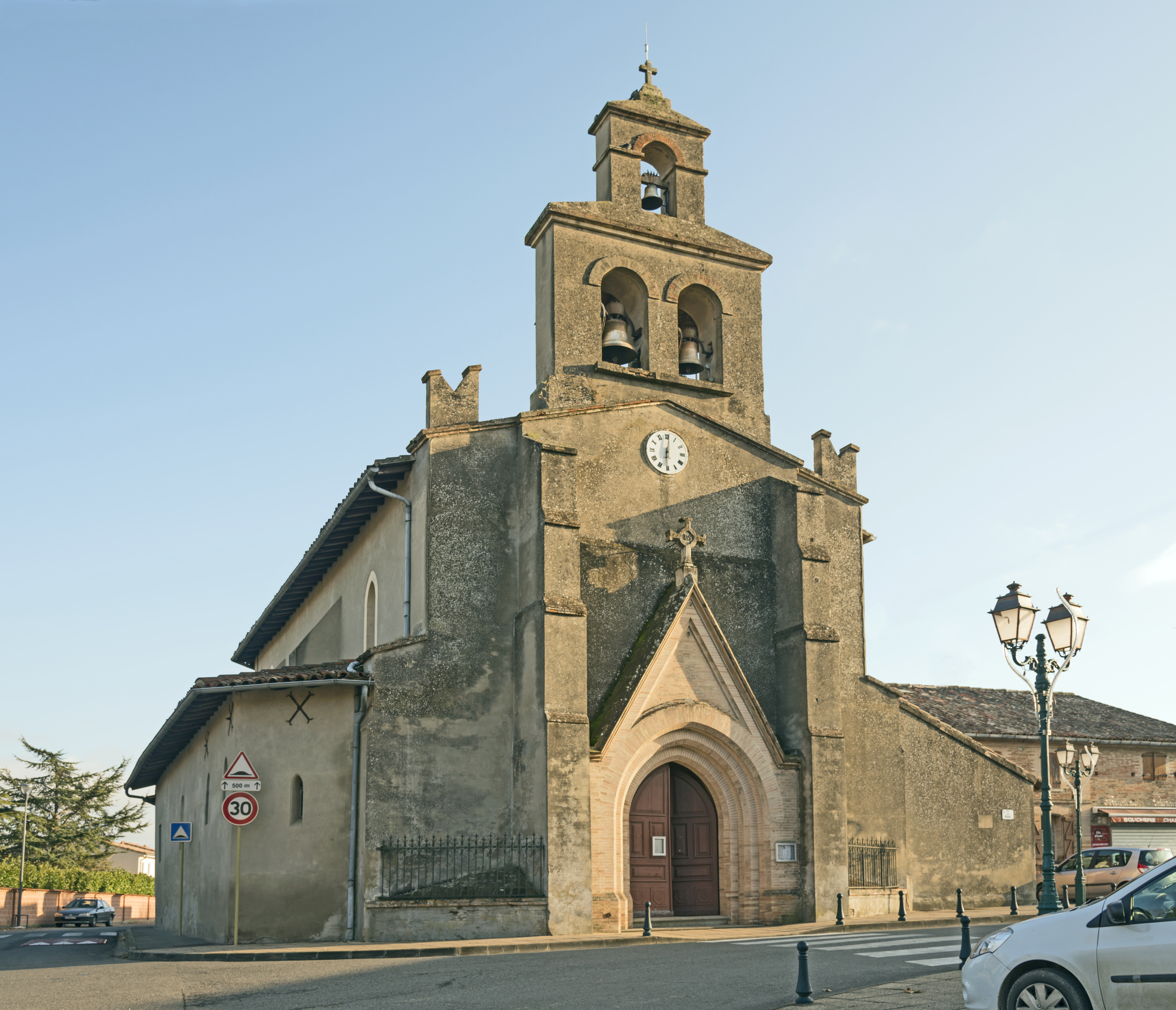
La iglesia.
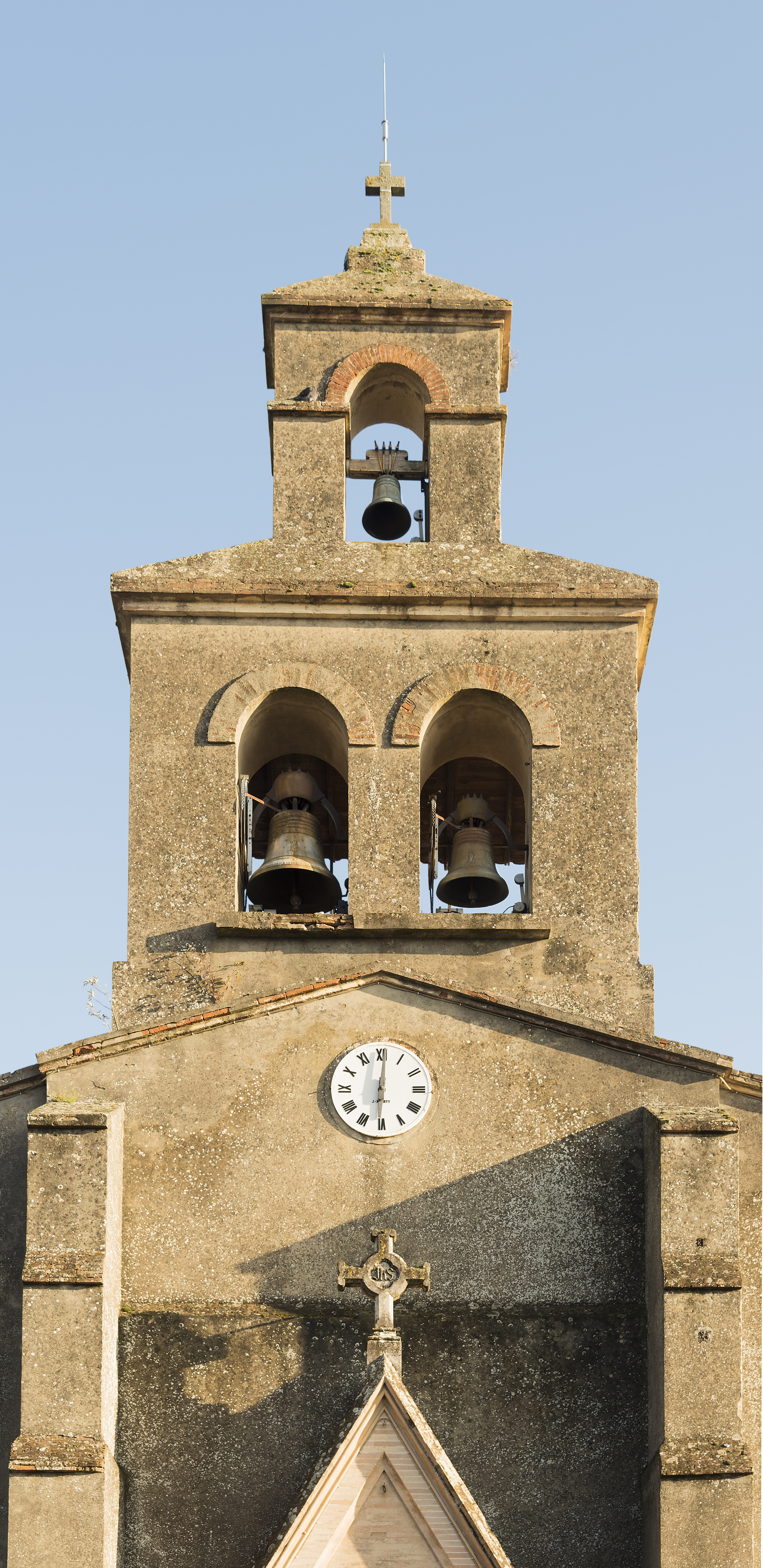
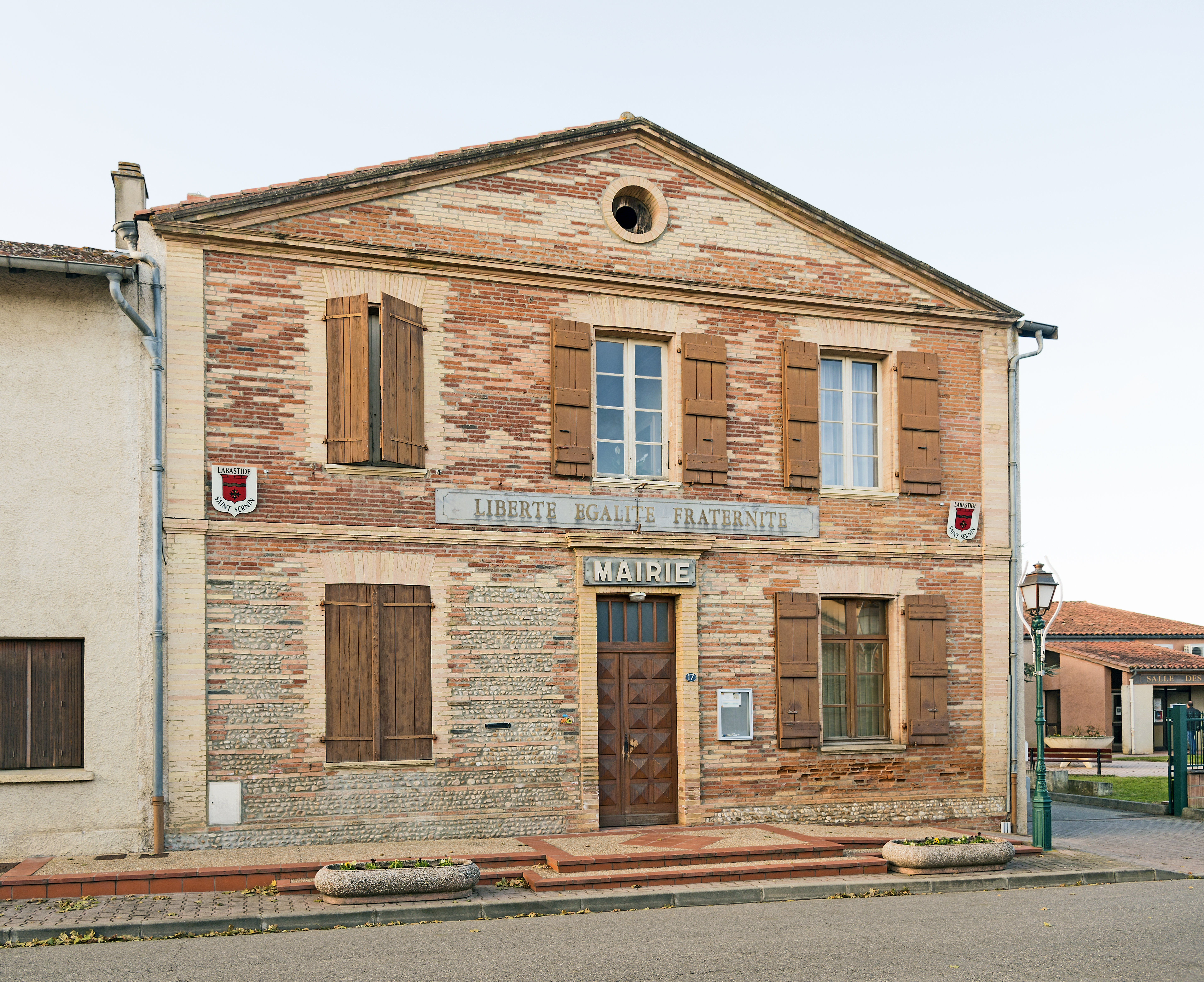
El ayuntamiento.